# Vicent Soler Marco
Vicent Soler Marco (Rocafort, 15 de julio de 1949) es un político y economista español, actual consejero de Hacienda y Modelo Económico de la Generalidad Valenciana. Anteriormente, durante la I legislatura de la etapa democrática, fue consejero en el gobierno de Joan Lerma.

## Biografía
Licenciado en económicas en 1972, desde 1999 es catedrático de economía aplicada y director del Departamento de Estructura Económica por la Universidad de Valencia y Research Scholar por la London School of Economics. En 1976 obtuvo el Premio Joan Fuster de Ensayo por la obra colectiva Razones de identidad de su país. Pelos y señales.
Socio de Lo Rat Penat de 1966 a 1976, militó en Socialistas Valencianos Independientes y luego en los Grupos de Acción y Reflexión Socialista (GARS) impulsados por Vicent Ventura, grupo que posteriormente se constituiría en el Partit Socialista del País Valencià. Formó parte de los dirigentes políticos llamados Los diez de Alaquàs, que a principios de 1975 formaron el Consejo Democrático del País Valenciano y que fueron detenidos por la policía franquista.
El fracaso electoral del PSPV en las elecciones generales de 1977 le movió a mantener contactos con Ernest Lluch y Alfons Cucó, que acabaron en la integración del PSPV en el PSOE. Dentro del PSPV representó la corriente más valencianista.
Es autor de numerosos trabajos sobre la economía y la sociedad valencianas, y ha tenido una intensa actividad política, primero en la clandestinidad y después en cargos institucionales.
Ha sido director general de Administración Local en el Consejo del País Valenciano, diputado en las Cortes Valencianas de 1987 a 1995, jefe de Gabinete de la Presidencia de la Diputación de Valencia, portavoz de Asuntos Económicos del PSPV en las Cortes Valencianas, Consejero de Administración Pública de la Generalidad Valenciana el 1985-1987, vicepresidente de las Cortes Valencianas y concejal en el Ayuntamiento de Valencia.
Actualmente, es presidente de la sección valenciana de la Fundación Ernest Lluch. Ha sido candidato a rector de la Universidad de Valencia en las elecciones de marzo de 2010. Desde el 9 de marzo de 2012 es decano de la Facultad de Economía de la Universidad de Valencia .
En 2015, el presidente Ximo Puig le nombró nuevo Consejero de Hacienda y Modelo Económico de la Generalidad Valenciana.

## Obras
- Evolución de la economía valenciana, 1878-1978 (1978).
- Guerra y expansión industrial: País Valenciano (1914-1923) (1984).
- La vía valenciana (2001), con Ernest Lluch.